# Danuta Kaczyńska
Danuta Antonina Kaczyńska, z domu Rudnicka, ps. Lena (ur. 10 listopada 1924 w Warszawie, zm. 14 sierpnia 2001 tamże) – sanitariuszka batalionu „Parasol”, uczestniczka powstania warszawskiego, polska dziennikarka, autorka książek o tematyce powstańczej.

## Życiorys
Urodziła się w rodzinie Zdzisława Rudnickiego h. Jastrzębiec (1897–1951) i Jadwigi z domu Życkiej (zm. 1945). Jej młodszy brat Janusz Antoni Rudnicki ps. Orzeł (ur. 1927) był żołnierzem IV Obwodu „Grzymała”, poległ 2 sierpnia 1944 pod Pęcicami. Uczęszczała do Państwowego Gimnazjum Żeńskiego im. Narcyzy Żmichowskiej, podczas okupacji niemieckiej, wiosną 1943 na tajnych kompletach uzyskała maturę. Była drużynową 23. Warszawskiej Żeńskiej Drużyny Harcerskiej („Zielona”), następnie w Szarych Szeregach. Uczestniczyła czynnie w powstaniu warszawskim w szeregach Armii Krajowej - zgrupowanie „Radosław” - batalion „Parasol” - 1. kompania. Podczas walk trzykrotnie ranna, po raz trzeci ciężko, we wrześniu 1944 na Górnym Czerniakowie. Awansowano ją do stopnia podporucznika.
Po wojnie pracowała jako dziennikarka. W latach 1956–1981 była związana z „Życiem Warszawy”. Jest autorką kilku książek o tematyce powstańczej. 
Od 23 października 1943 była żoną Zygmunta Kaczyńskiego, komendanta  Okręgu Południe organizacji Wawer. Mieli dwóch synów: Janusza Antoniego (1945–2016) i Bogdana Antoniego (ur. 1948). 
Zmarła w Warszawie, pochowana na cmentarzu Powązkowskim (kwatera 95-1-6,7).

## Publikacje
- W ich oczach, Wyd. MON, Warszawa 1964 (współautorka: Maria Wiśniewska), w serii „Biblioteka Żółtego Tygrysa”.
- Królestwo Hansa Franka, Wyd. MON, Warszawa 1964 (współautorka: Maria Wiśniewska), w serii „Biblioteka Żółtego Tygrysa”.
- Wilcza Jama, Wyd. MON, Warszawa 1967 (współautorka: Maria Wiśniewska), w serii „Biblioteka Żółtego Tygrysa”.
- Rozstanie po raz drugi, Wyd. MON, Warszawa 1967.
- Moje - nie moje, Wyd. 3, PZWS, Warszawa 1973.
- Byli żołnierzami „Parasola”, Wydawnictwo Harcerskie Horyzonty, Warszawa 1976, wyd. 2, MAW, Warszawa 1985.
- Piotr Pomian. Szef Głównej Kwatery Szarych Szeregów, Wyd. MAW, Warszawa 1984 (współautor: Gotfryd Pyka).
- Dziewczęta z „Parasola”, Oficyna Wydawnicza WieK, Warszawa 1993.
- Stefan Rowecki w relacjach, pod redakcją naukową Tomasza Szaroty, PAX, Warszawa 1988 (jako współautorka).
- Testament powstańczej Warszawy: antologia dokumentów i tekstów historycznych, Warszawa 1994 (jako współautorka).

## Ordery i odznaczenia
- Krzyż Kawalerski Orderu Odrodzenia Polski
- Krzyż Walecznych
- Warszawski Krzyż Powstańczy[5]
- Krzyż Armii Krajowej

Źródło:.